# Philodromus vulpio
Philodromus vulpio este o specie de păianjeni din genul Philodromus, familia Philodromidae, descrisă de Simon, 1910.
Este endemică în Namibia. Conform Catalogue of Life specia Philodromus vulpio nu are subspecii cunoscute.